# Matroska
Matroska, le cui estensioni sono .mkv (acronimo di MatrosKa Video), .mka (acronimo di MatrosKa Audio), .mks (acronimo di MatrosKa Subtitles), .mk3d  (acronimo di MatrosKa 3D), è un progetto volto a sviluppare un formato contenitore simile a QuickTime di Apple, Mp4 di MPEG o l'Advanced Systems Format di Microsoft. Il suo nome deriva dalle bambole matrioska.
Il progetto è stato annunciato il 6 dicembre 2002 come fork del progetto  Multimedia Container Format in seguito a disaccordi con il creatore del progetto circa l'utilizzo dell'EBML (Extensible Binary Meta Language) invece di un altro formato binario.
I fondatori del progetto Matroska credono che l'uso dell'EBML porti numerosi vantaggi, tra i quali alcune facilitazioni in una futura estensione del formato.

## Obiettivi[4]
Gli obiettivi del progetto sono diversi:
- creare un formato contenitore multimediale moderno, flessibile, estensibile e multipiattaforma che permetta lo streaming attraverso Internet, una ricerca rapida all'interno del file e menu tipo DVD.
- sviluppare una serie di strumenti per la creazione e la modifica di file Matroska, da rilasciarsi sotto licenza GNU General Public License
- sviluppare librerie che possano essere utilizzate dagli sviluppatori per avere il supporto Matroska alle loro applicazioni, da rilasciarsi sotto licenza GNU General Public License
- lavorare in concerto con produttori di hardware per incorporare il supporto Matroska in dispositivi multimediali
- fornire supporto nativo a Matroska per diversi sistemi operativi, tra cui:
  - Linux tramite il GStreamer multimedia framework
  - Haiku tramite il suo Mediakit
  - Windows tramite DirectShow[5]
  - macOS tramite il framework QuickTime

## Formati multimediali supportati[6]

### Formati video supportati
|             | Supporto |
| ----------- | -------- |
| MPEG-1      | No       |
| MPEG-2      | Sì       |
| MPEG-4      | Sì       |
| WMV         | Sì       |
| RealVideo   | Sì       |
| Theora      | Sì       |
| Adobe Flash | Sì       |
| H.264       | Sì       |
| VP8         | Sì       |
| H.265       | Sì       |
| VP9         | Sì       |

### Formati audio supportati
|           | Supporto |
| --------- | -------- |
| PCM       | Sì       |
| MP3       | Sì       |
| MP2       | Sì       |
| AAC       | Sì       |
| WMA       | Sì       |
| RealAudio | Sì       |
| Vorbis    | Sì       |
| AC3       | Sì       |
| DTS       | Sì       |
| FLAC      | Sì       |
| Opus      | Sì       |
| ATRAC     | No       |

### Formati sottotitoli integrati supportati
|                         | Supporto |
| ----------------------- | -------- |
| Immagini (VobSubs, PGS) | Sì       |
| Ogg Writ                | Sì       |
| USF                     | Sì       |
| SRT                     | Sì       |
| ASS/SSA                 | Sì       |
| WebVTT                  | Sì       |